# Октябрьское сельское поселение (Некоузский район)
Октябрьское сельское поселение — муниципальное образование в составе Некоузского района Ярославской области. 
Административным центром сельского поселения является посёлок Октябрь.

## История
Октябрьское сельское поселение образовано 1 января 2005 года в соответствии с законом Ярославской области № 65-з от 21 декабря 2004 года «О наименованиях, границах и статусе муниципальных образований Ярославской области», границы сельского поселения установлены в административных границах Октябрьского и Родионовского сельских округов.

## Население
| 2007  | 2010  | 2011  | 2012  | 2013  | 2014  | 2015  |
| ----- | ----- | ----- | ----- | ----- | ----- | ----- |
| 3381  | ↘2654 | ↘2644 | ↘2598 | ↘2535 | ↘2460 | ↘2420 |
| 2016  | 2017  | 2018  | 2019  | 2020  | 2021  |       |
| ↘2401 | ↘2360 | ↘2284 | ↘2196 | ↘2129 | ↘2026 |       |

## Состав сельского поселения
В состав сельского поселения входят 49 населённых пунктов. 
| №  | Населённый пункт | Тип населённого пункта          | Население | Сельский округ |
| -- | ---------------- | ------------------------------- | --------- | -------------- |
| 1  | Адамово          | деревня                         | ↘2        | Родионовский   |
| 2  | Акарново         | деревня                         | →0        | Родионовский   |
| 3  | Алешино          | деревня                         | ↘0        | Родионовский   |
| 4  | Башково          | деревня                         | →0        | Родионовский   |
| 5  | Бибяки           | деревня                         | ↘0        | Родионовский   |
| 6  | Боброково        | деревня                         | ↘34       | Родионовский   |
| 7  | Болдино          | деревня                         | ↘22       | Родионовский   |
| 8  | Ботовицы         | деревня                         | →0        | Родионовский   |
| 9  | Бышнево          | деревня                         | →0        | Родионовский   |
| 10 | Воронково        | деревня                         | ↘12       | Родионовский   |
| 11 | Воскресенское    | село                            | ↘342      | Родионовский   |
| 12 | Гаврилово        | деревня                         | →0        | Родионовский   |
| 13 | Глебени          | деревня                         | →0        | Родионовский   |
| 14 | Гоголи           | деревня                         | →0        | Родионовский   |
| 15 | Горшково         | деревня                         | →0        | Родионовский   |
| 16 | Григорово        | деревня                         | ↗8        | Родионовский   |
| 17 | Дружба           | посёлок                         | ↘0        | Родионовский   |
| 18 | Зайцево          | деревня                         | →0        | Родионовский   |
| 19 | Зманово          | деревня                         | ↘4        | Родионовский   |
| 20 | Зобцы            | деревня                         | ↘0        | Родионовский   |
| 21 | Игнатово         | деревня                         | →1        | Родионовский   |
| 22 | Калиновцы        | деревня                         | ↘6        | Родионовский   |
| 23 | Ковырево         | деревня                         | ↗1        | Родионовский   |
| 24 | Красово          | деревня                         | →0        | Родионовский   |
| 25 | Кулешово-1       | деревня                         | →0        | Родионовский   |
| 26 | Мельниково       | деревня                         | ↘0        | Родионовский   |
| 27 | Мокеиха          | село                            | ↘708      | Октябрьский    |
| 28 | Мосяево          | деревня                         | ↘0        | Родионовский   |
| 29 | Мошная           | деревня                         | →0        | Родионовский   |
| 30 | Никитино         | деревня                         | ↘5        | Родионовский   |
| 31 | Николо-Свечино   | село                            | →2        | Родионовский   |
| 32 | Октябрь          | посёлок, административный центр | ↘1347     | Октябрьский    |
| 33 | Олисавино        | деревня                         | ↘27       | Родионовский   |
| 34 | Павлово          | деревня                         | ↘0        | Родионовский   |
| 35 | Пантелеево       | деревня                         | ↘3        | Родионовский   |
| 36 | Починки          | деревня                         | →0        | Родионовский   |
| 37 | Рогозино         | деревня                         | ↘7        | Родионовский   |
| 38 | Родионово        | деревня                         | ↘45       | Родионовский   |
| 39 | Родионово        | станция                         | ↘47       | Родионовский   |
| 40 | Рудеиха          | деревня                         | →0        | Родионовский   |
| 41 | Русиново         | деревня                         | ↘1        | Родионовский   |
| 42 | Сергеево         | деревня                         | ↘16       | Родионовский   |
| 43 | Соловцы          | деревня                         | →0        | Родионовский   |
| 44 | Солодиха         | посёлок                         | ↘2        | Родионовский   |
| 45 | Спасское         | деревня                         | →0        | Родионовский   |
| 46 | Сысоево          | деревня                         | →0        | Родионовский   |
| 47 | Фатьяново        | деревня                         | ↘9        | Родионовский   |
| 48 | Филиппово        | деревня                         | →0        | Родионовский   |
| 49 | Шелдомеж         | село                            | →3        | Родионовский   |